# Сусак-Арехта Андріана Іванівна
Андріа́на Іва́нівна Сусак-Арехта (нар. 9 грудня 1987, с. Вербовець, Косівський район, Івано-Франківщина) — українська військовослужбовиця; учасниця російсько-української війни з 2014 року; молодша сержантка запасу Збройних сил України; голова Жіночого ветеранського руху.
Нагороджена орденом «За мужність» III ступеня (2019) та орденом «Народний Герой України». Псевдо — «Малиш».

## Життєпис
Народилася 9 грудня 1987 року в селі Вербовець Косівського району Івано-Франківщини. Бабуся Андріани відбула заслання в Сибіру, оскільки її брат був вояком УПА. Андріана закінчила Київський національний лінгвістичний університет за спеціальністю «перекладач з англійської». Працювала перекладачкою у фармацевтичній компанії.
2013—2014 років брала активну участь у Революції гідності. У травні 2014 року записалася доброволицею в батальйоні «Айдар». Входила до складу штурмової групи, за званням — молодша сержантка. Офіційно обіймала посаду «начальниці швейного цеху з ремонту та пошиву речового майна». Брала участь у боях за Луганський аеропорт та боях за Щастя.
2015 року, на п'ятому місяці вагітності, разом зі своїм чоловіком Максимом звільнилася з «Айдару», народила сина, і наприкінці 2016 року подружжя переїхало до Києва.
2015 року брала активну участь в адвокаційному громадському проєкті «Невидимий Батальйон», 2017 року знялася у фільмі «Невидимий Батальйон». 2019 року — співзасновниця Жіночого ветеранського руху, в організації відповідала за напрямок дипломатії, займалася питаннями постачання зброї зі США до України. Отримала стипендію ім. Богдана Радченка та 2020 року закінчила Києво-Могилянську академію як магістр із публічного управління та адміністрування.
2 грудня 2022 року стало відомо, що Андріана зазнала важкого поранення.

## Родина
Чоловік — Максим Арехта, професійний військовик з підрозділу Сил спеціальних операцій. Познайомилися на фронті, коли служили в батальйоні «Айдар», почалися зустрічатися після боїв під Металістом та боїв за Щастя. 2015 року Андріана народила сина Макара.

## Нагороди
- Орден «За мужність» III ступеня (2019)[9]
- Орден «Народний Герой України»[2]